# 日本の大学一覧 (五十音順)
日本の大学一覧 (五十音順)（にほんのだいがくいちらんごじゅうおんじゅん）では、日本の大学を五十音順に掲載する。
開設予定のうち、大学設置・学校法人審議会が設置認可を可とする判定を答申したものも含む。
末尾の国は国立大学、末尾の公は公立大学を表す。

## あ行
- 愛国学園大学
- 愛知大学
- 愛知医科大学
- 愛知医療学院大学
- 愛知学院大学
- 愛知学泉大学
- 愛知教育大学　国
- 愛知県立大学　公
- 愛知県立芸術大学　公
- 愛知工科大学
- 愛知工業大学
- 愛知産業大学
- 愛知淑徳大学
- 愛知東邦大学
- 愛知文教大学
- 愛知みずほ大学
- 会津大学　公
- 藍野大学
- 青森大学
- 青森県立保健大学　公
- 青森公立大学　公
- 青森中央学院大学
- 青山学院大学
- 秋田大学　国
- 秋田看護福祉大学
- 秋田県立大学　公
- 秋田公立美術大学　公
- 朝日大学
- 旭川医科大学　国
- 旭川市立大学　公
- 麻布大学
- 亜細亜大学
- 足利大学
- 芦屋大学
- 跡見学園女子大学
- 育英大学
- 育英館大学
- 石川県立大学　公
- 石川県立看護大学　公
- 石巻専修大学
- 一宮研伸大学
- 茨城大学　国
- 茨城キリスト教大学
- 茨城県立医療大学　公
- 医療創生大学
- 岩手大学　国
- 岩手医科大学
- 岩手県立大学　公
- 岩手保健医療大学
- 植草学園大学
- 上野学園大学
- 宇都宮大学　国
- 宇都宮共和大学
- 宇部フロンティア大学
- 浦和大学
- 叡啓大学公
- SBI大学院大学
- SBC東京医療大学
- 江戸川大学
- 愛媛大学　国
- 愛媛県立医療技術大学　公
- エリザベト音楽大学
- 奥羽大学
- 桜花学園大学
- 追手門学院大学
- 桜美林大学
- 大分大学　国
- 大分県立看護科学大学　公
- 大阪大学　国
- 大阪青山大学
- 大阪医科薬科大学
- 大阪大谷大学
- 大阪音楽大学
- 大阪学院大学
- 大阪河﨑リハビリテーション大学
- 大阪観光大学
- 大阪教育大学　国
- 大阪経済大学
- 大阪経済法科大学
- 大阪芸術大学
- 大阪工業大学
- 大阪公立大学　公
- 大阪国際大学
- 大阪産業大学
- 大阪歯科大学
- 大阪樟蔭女子大学
- 大阪商業大学
- 大阪女学院大学
- 大阪信愛学院大学
- 大阪成蹊大学
- 大阪総合保育大学
- 大阪体育大学
- 大阪電気通信大学
- 大阪常磐会大学
- 大阪人間科学大学
- 大阪保健医療大学
- 大阪物療大学
- 大阪行岡医療大学
- 大谷大学
- 大妻女子大学
- 大手前大学
- 大原大学院大学
- 岡崎女子大学
- 岡山大学　国
- 岡山学院大学
- 岡山県立大学　公
- 岡山商科大学
- 岡山理科大学
- 沖縄大学
- 沖縄キリスト教学院大学
- 沖縄県立看護大学　公
- 沖縄県立芸術大学　公
- 沖縄国際大学
- 沖縄科学技術大学院大学
- 小樽商科大学　国
- お茶の水女子大学　国
- 尾道市立大学　公
- 帯広畜産大学　国

## か行
- 開智国際大学
- 嘉悦大学
- 香川大学　国
- 香川県立保健医療大学　公
- 学習院大学
- 学習院女子大学
- 鹿児島大学　国
- 鹿児島国際大学
- 鹿児島純心大学
- 活水女子大学
- 神奈川大学
- 神奈川県立保健福祉大学　公
- 神奈川工科大学
- 神奈川歯科大学
- 金沢大学　国
- 金沢医科大学
- 金沢学院大学
- 金沢工業大学
- 金沢星稜大学
- 金沢美術工芸大学　公
- 鹿屋体育大学 国
- 鎌倉女子大学
- 亀田医療大学
- 川崎医科大学
- 川崎医療福祉大学
- 川崎市立看護大学　公
- 川村学園女子大学
- 関西大学
- 関西医科大学
- 関西医療大学
- 関西外国語大学
- 関西看護医療大学
- 関西国際大学
- 関西福祉大学
- 関西福祉科学大学
- 関西学院大学
- 環太平洋大学
- 神田外語大学
- 関東学院大学
- 関東学園大学
- 畿央大学
- 北九州市立大学　公
- 北里大学
- 北見工業大学　国
- 吉備国際大学
- 岐阜大学　国
- 岐阜医療科学大学
- 岐阜協立大学
- 岐阜県立看護大学　公
- 岐阜聖徳学園大学
- 岐阜女子大学
- 岐阜保健大学
- 岐阜薬科大学　公
- 九州大学　国
- 九州医療科学大学
- 九州栄養福祉大学
- 九州看護福祉大学
- 九州共立大学
- 九州工業大学　国
- 九州国際大学
- 九州産業大学
- 九州歯科大学　公
- 九州情報大学
- 九州女子大学
- 九州ルーテル学院大学
- 共愛学園前橋国際大学
- 教育テック大学院大学
- 共栄大学
- 京都大学　国
- 京都医療科学大学
- 京都外国語大学
- 京都華頂大学
- 京都看護大学
- 京都教育大学　国
- 京都芸術大学
- 京都光華女子大学
- 京都工芸繊維大学　国
- 京都産業大学
- 京都情報大学院大学
- 京都女子大学
- 京都市立芸術大学　公
- 京都精華大学
- 京都先端科学大学
- 京都橘大学
- 京都ノートルダム女子大学
- 京都美術工芸大学
- 京都府立大学　公
- 京都府立医科大学　公
- 京都文教大学
- 京都薬科大学
- 共立女子大学
- 杏林大学
- 桐生大学
- 近畿大学
- 金城大学
- 金城学院大学
- 釧路公立大学　公
- 国立音楽大学
- 熊本大学　国
- 熊本学園大学
- 熊本県立大学　公
- 熊本保健科学大学
- 倉敷芸術科学大学
- くらしき作陽大学
- 久留米大学
- 久留米工業大学
- グロービス経営大学院大学
- 群馬大学　国
- 群馬医療福祉大学
- 群馬県立県民健康科学大学　公
- 群馬県立女子大学　公
- 群馬パース大学
- 敬愛大学
- 慶應義塾大学
- 恵泉女学園大学
- 敬和学園大学
- 健康科学大学
- 県立広島大学　公
- 工学院大学
- 皇學館大学
- 甲子園大学
- 高知大学　国
- 高知学園大学
- 高知健康科学大学
- 高知県立大学　公
- 高知工科大学　公
- 甲南大学
- 甲南女子大学
- 神戸大学　国
- 神戸医療未来大学
- 神戸海星女子学院大学
- 神戸学院大学
- 神戸芸術工科大学
- 神戸国際大学
- 神戸市外国語大学　公
- 神戸市看護大学　公
- 神戸松蔭大学
- 神戸情報大学院大学
- 神戸女学院大学
- 神戸女子大学
- 神戸親和大学
- 神戸常盤大学
- 神戸薬科大学
- 高野山大学
- 公立小松大学　公
- 公立諏訪東京理科大学　公
- 公立千歳科学技術大学　公
- 公立鳥取環境大学　公
- 公立はこだて未来大学　公
- 郡山女子大学
- 國學院大學
- 国際大学（大学院大学）
- 国際医療福祉大学
- 国際教養大学　公
- 国際基督教大学
- 国際仏教学大学院大学
- 国際武道大学
- 国士舘大学
- こども教育宝仙大学
- 駒澤大学
- 駒沢女子大学

## さ行
- 埼玉大学　国
- 埼玉医科大学
- 埼玉学園大学
- 埼玉県立大学　公
- 埼玉工業大学
- サイバー大学
- 佐賀大学　国
- 嵯峨美術大学
- 相模女子大学
- 佐久大学
- 作新学院大学
- 札幌大学
- 札幌医科大学　公
- 札幌大谷大学
- 札幌学院大学
- 札幌国際大学
- 札幌市立大学　公
- 札幌保健医療大学
- 三育学院大学
- 産業医科大学
- 産業能率大学
- 三条市立大学　公
- 山陽小野田市立山口東京理科大学　公
- 山陽学園大学
- 滋賀大学　国
- 滋賀医科大学　国
- 志學館大学
- 至学館大学
- 滋賀県立大学　公
- 事業創造大学院大学
- 事業構想大学院大学
- 滋慶医療科学大学
- 四国大学
- 四国学院大学
- 四條畷学園大学
- 静岡大学　国
- 静岡英和学院大学
- 静岡県立大学　公
- 静岡産業大学
- 静岡社会健康医学大学院大学公
- 静岡福祉大学
- 静岡文化芸術大学　公
- 静岡理工科大学
- 至誠館大学
- 自治医科大学
- 実践女子大学
- 四天王寺大学
- 芝浦工業大学
- 柴田学園大学
- 島根大学　国
- 島根県立大学　公
- 下関市立大学　公
- 社会構想大学院大学
- 就実大学
- 修文大学
- 秀明大学
- 十文字学園女子大学
- 淑徳大学
- 種智院大学
- 純真学園大学
- 周南公立大学　公
- 順天堂大学
- 松蔭大学
- 上越教育大学　国
- 尚絅大学
- 尚絅学院大学
- 城西大学
- 城西国際大学
- 上智大学
- 湘南医療大学
- 湘南鎌倉医療大学
- 湘南工科大学
- 尚美学園大学
- 上武大学
- 情報科学芸術大学院大学　公
- 情報セキュリティ大学院大学
- 昭和医科大学
- 昭和音楽大学
- 昭和女子大学
- 昭和薬科大学
- 女子栄養大学
- 女子美術大学
- 白梅学園大学
- 白百合女子大学
- 仁愛大学
- 信州大学　国
- 杉野服飾大学
- 椙山女学園大学
- 鈴鹿大学
- 鈴鹿医療科学大学
- 駿河台大学
- 成安造形大学
- 聖学院大学
- 聖カタリナ大学
- 成蹊大学
- 星槎大学
- 政策研究大学院大学　国
- 星槎道都大学
- 成城大学
- 星城大学
- 聖心女子大学
- 聖泉大学
- 清泉大学
- 清泉女子大学
- 聖徳大学
- 西南学院大学
- 西南女学院大学
- 西武文理大学
- 聖マリア学院大学
- 聖マリアンナ医科大学
- 聖隷クリストファー大学
- 聖路加国際大学
- 清和大学
- 摂南大学
- ZEN大学
- 専修大学
- 洗足学園音楽大学
- 仙台大学
- 仙台白百合女子大学
- 仙台青葉学院大学
- 千里金蘭大学
- 相愛大学
- 創価大学
- 総合研究大学院大学　国
- 崇城大学
- 園田学園女子大学

## た行
- 第一工科大学
- 第一薬科大学
- 大学院大学至善館
- 大正大学
- 太成学院大学
- 大同大学
- 大東文化大学
- 高岡法科大学
- 高崎経済大学　公
- 高崎健康福祉大学
- 高崎商科大学
- 高千穂大学
- 高松大学
- 宝塚大学
- 宝塚医療大学
- 拓殖大学
- 多摩大学
- 玉川大学
- 多摩美術大学
- 筑紫女学園大学
- 千葉大学　国
- 千葉科学大学
- 千葉経済大学
- 千葉県立保健医療大学　公
- 千葉工業大学
- 千葉商科大学
- 中央大学
- 中央学院大学
- 中京大学
- 中京学院大学
- 中国学園大学
- 中部大学
- 中部学院大学
- 鎮西学院大学
- 筑波大学　国
- 筑波技術大学　国
- つくば国際大学
- 津田塾大学
- 敦賀市立看護大学　公
- 都留文科大学　公
- 鶴見大学
- 帝京大学
- 帝京科学大学
- 帝京平成大学
- デジタルハリウッド大学
- 帝塚山大学
- 帝塚山学院大学
- 田園調布学園大学
- 電気通信大学　国
- 天使大学
- 天理大学
- 東亜大学
- 桐蔭横浜大学
- 東海大学
- 東海学園大学
- 東海学院大学
- 東京大学　国
- 東京有明医療大学
- 東京医科大学
- 東京医療学院大学
- 東京医療保健大学
- 東京音楽大学
- 東京外国語大学　国
- 東京海洋大学　国
- 東京科学大学　国
- 東京学芸大学　国
- 東京家政大学
- 東京家政学院大学
- 東京基督教大学
- 東京経営大学
- 東京経済大学
- 東京芸術大学　国
- 東京工科大学
- 東京工芸大学
- 東京国際大学
- 東京歯科大学
- 東京慈恵会医科大学
- 東京純心大学
- 東京聖栄大学
- 東京情報大学
- 東京女子大学
- 東京女子医科大学
- 東京女子体育大学
- 東京神学大学
- 東京成徳大学
- 東京造形大学
- 東京通信大学
- 東京電機大学
- 東京都市大学
- 東京都立大学　公
- 東京都立産業技術大学院大学　公
- 東京農業大学
- 東京農工大学　国
- 東京福祉大学
- 東京富士大学
- 東京未来大学
- 東京薬科大学
- 東京理科大学
- 同志社大学
- 同志社女子大学
- 東都大学
- 東邦大学
- 同朋大学
- 東邦音楽大学
- 桐朋学園大学
- 桐朋学園大学院大学
- 東北大学　国
- 東北医科薬科大学
- 東北学院大学
- 東北芸術工科大学
- 東北公益文科大学
- 東北工業大学
- 東北生活文化大学
- 東北福祉大学
- 東北文化学園大学
- 東北文教大学
- 東洋大学
- 東洋英和女学院大学
- 東洋学園大学
- 常磐大学
- 徳島大学　国
- 徳島文理大学
- 常葉大学
- 獨協大学
- 獨協医科大学
- 鳥取大学　国
- 鳥取看護大学
- 富山大学　国
- 富山県立大学　公
- 富山国際大学
- 豊田工業大学
- 豊橋技術科学大学　国
- 豊橋創造大学

## な行
- 長岡大学
- 長岡技術科学大学　国
- 長岡崇徳大学
- 長岡造形大学　公
- 長崎大学　国
- 長崎外国語大学
- 長崎県立大学　公
- 長崎国際大学
- 長崎純心大学
- 長崎総合科学大学
- 長野大学　公
- 長野県看護大学　公
- 長野県立大学　公
- 長野保健医療大学
- 長浜バイオ大学
- 中村学園大学
- 名古屋大学　国
- 名古屋葵大学
- 名古屋音楽大学
- 名古屋外国語大学
- 名古屋学院大学
- 名古屋学芸大学
- 名古屋経済大学
- 名古屋芸術大学
- 名古屋工業大学　国
- 名古屋産業大学
- 名古屋商科大学
- 名古屋市立大学　公
- 名古屋造形大学
- 名古屋文理大学
- 名古屋柳城女子大学
- 名寄市立大学　公
- 奈良大学
- 奈良学園大学
- 奈良教育大学　国
- 奈良県立大学　公
- 奈良県立医科大学　公
- 奈良女子大学　国
- 奈良先端科学技術大学院大学　国
- 鳴門教育大学　国
- 南山大学
- 新潟大学　国
- 新潟医療福祉大学
- 新潟経営大学
- 新潟県立大学　公
- 新潟県立看護大学　公
- 新潟工科大学
- 新潟国際情報大学
- 新潟産業大学
- 新潟食料農業大学
- 新潟青陵大学
- 新潟薬科大学
- 新潟リハビリテーション大学
- 新見公立大学　公
- 西九州大学
- 西日本工業大学
- 二松學舍大学
- 日本大学
- 日本医科大学
- 日本医療大学
- 日本医療科学大学
- 日本ウェルネススポーツ大学
- 日本映画大学
- 日本経済大学
- 日本工業大学
- 日本国際学園大学
- 日本歯科大学
- 日本社会事業大学
- 日本獣医生命科学大学
- 日本女子大学
- 日本女子体育大学
- 日本赤十字看護大学
- 日本赤十字九州国際看護大学
- 日本赤十字東北看護大学
- 日本赤十字豊田看護大学
- 日本赤十字広島看護大学
- 日本赤十字北海道看護大学
- 日本体育大学
- 日本福祉大学
- 日本文化大学
- 日本文理大学
- 日本保健医療大学
- 日本薬科大学
- 人間環境大学
- 人間総合科学大学
- ノースアジア大学
- ノートルダム清心女子大学

## は行
- 梅花女子大学
- 梅光学院大学
- 白鷗大学
- 函館大学
- 羽衣国際大学
- 八戸学院大学
- 八戸工業大学
- 花園大学
- 浜松医科大学　国
- 浜松学院大学
- ハリウッド大学院大学
- 阪南大学
- 東大阪大学
- 東日本国際大学
- 光産業創成大学院大学
- ビジネス・ブレークスルー大学
- 比治山大学
- 一橋大学　国
- 姫路大学
- 姫路獨協大学
- 兵庫大学
- 兵庫医科大学
- 兵庫教育大学　国
- 兵庫県立大学　公
- 弘前大学　国
- 弘前医療福祉大学
- 弘前学院大学
- 広島大学　国
- 広島経済大学
- 広島工業大学
- 広島国際大学
- 広島国際学院大学
- 広島修道大学
- 広島女学院大学
- 広島市立大学　公
- 広島都市学園大学
- 広島文化学園大学
- 広島文教大学
- びわこ学院大学
- びわこ成蹊スポーツ大学
- フェリス女学院大学
- 福井大学　国
- 福井医療大学
- 福井県立大学　公
- 福井工業大学
- 福岡大学
- 福岡看護大学
- 福岡教育大学　国
- 福岡県立大学　公
- 福岡工業大学
- 福岡国際医療福祉大学
- 福岡歯科大学
- 福岡女学院大学
- 福岡女学院看護大学
- 福岡女子大学　公
- 福島大学　国
- 福島学院大学
- 福島県立医科大学　公
- 福知山公立大学　公
- 福山大学
- 福山市立大学　公
- 福山平成大学
- 富士大学
- 藤女子大学
- 藤田医科大学
- 佛教大学
- 文化学園大学
- 文化ファッション大学院大学
- 文教大学
- 文京学院大学
- 文星芸術大学
- 平安女学院大学
- 平成音楽大学
- 平成国際大学
- 別府大学
- 法政大学
- 放送大学
- 北翔大学
- 北星学園大学
- 北洋大学
- 北陸大学
- 北陸学院大学
- 北陸先端科学技術大学院大学　国
- 星薬科大学
- 北海学園大学
- 北海商科大学
- 北海道大学
- 北海道医療大学
- 北海道科学大学
- 北海道教育大学　国
- 北海道情報大学
- 北海道千歳リハビリテーション大学
- 北海道文教大学
- 北海道武蔵女子大学

## ま行
- 前橋工科大学　公
- 松本大学
- 松本看護大学
- 松本歯科大学
- 松山大学
- 松山東雲女子大学
- 三重大学　国
- 三重県立看護大学　公
- 南九州大学
- 身延山大学
- 美作大学
- 宮城大学　公
- 宮城学院女子大学
- 宮城教育大学　国
- 宮崎大学　国
- 宮崎県立看護大学　公
- 宮崎公立大学　公
- 宮崎国際大学
- 宮崎産業経営大学
- 武庫川女子大学
- 武蔵大学
- 武蔵野大学
- 武蔵野音楽大学
- 武蔵野学院大学
- 武蔵野美術大学
- 室蘭工業大学　国
- 名桜大学　公
- 明海大学
- 明治大学
- 明治学院大学
- 明治国際医療大学
- 明治薬科大学
- 名城大学
- 明星大学
- 目白大学
- ものつくり大学
- 桃山学院大学
- 盛岡大学
- 森ノ宮医療大学

## や行
- 八洲学園大学
- 安田女子大学
- 山形大学　国
- 山形県立保健医療大学　公
- 山形県立米沢栄養大学　公
- 山口大学　国
- 山口学芸大学
- 山口県立大学　公
- ヤマザキ動物看護大学
- 大和大学
- 山梨大学　国
- 山梨英和大学
- 山梨学院大学
- 山梨県立大学　公
- 横浜国立大学　国
- 横浜商科大学
- 横浜市立大学　公
- 横浜創英大学
- 横浜美術大学
- 横浜薬科大学
- 四日市大学
- 四日市看護医療大学

## ら行
- 酪農学園大学
- 立教大学
- 立正大学
- 立命館大学
- 立命館アジア太平洋大学
- 琉球大学　国
- 龍谷大学
- 流通科学大学
- 流通経済大学
- ルーテル学院大学
- 麗澤大学
- 令和健康科学大学
- LEC東京リーガルマインド大学院大学

## わ行
- 和歌山大学　国
- 和歌山県立医科大学　公
- 和歌山信愛大学
- 和光大学
- 早稲田大学
- 和洋女子大学